# Renault R-Space
La Renault R-Space è una concept car monovolume prodotta dalla casa automobilistica francese Renault e presentata al salone dell'automobile di Ginevra nel 2011.

## Caratteristiche tecniche

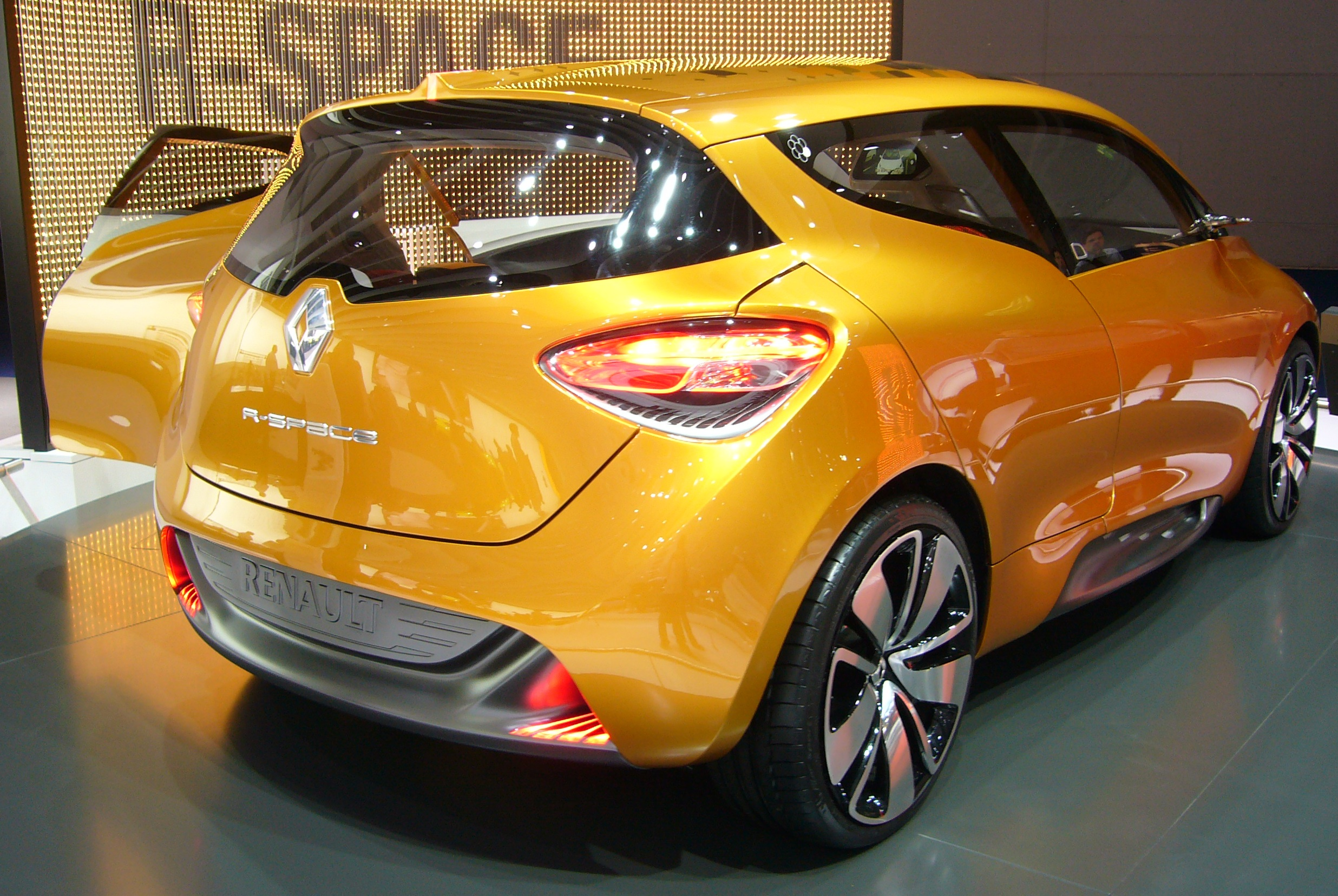
Vista posteriore della Renault R-Space

La R-Space è alimentata da un motore turbo a tre cilindri da 900 cc abbinato a un cambio a doppia frizione. Il motore sviluppa 107 CV (79 kW) e 160 Nm di coppia e presenta la tecnologia di iniezione diretta e un sistema start e stop, emettendo solo 95 g/km di CO2 con un consumo di 3,7 litri di carburante per 100 km. La velocità massima è di 200 km/h e l'accelerazione da 0 a 100 km/h avviene in 11 secondi. La carrozzeria vanta un basso coefficiente di resistenza aerodinamica pari a 0,28.
Come piccola auto familiare, l'interno dell'R-Space incorpora caratteristiche innovative, come il design del cruscotto sospeso e una cabina posteriore progettata per i bambini, con cubi motorizzati che possono trasformarsi in varie forme, come un seggiolino rialzato e un tavolo. Il design è molto simile a quello della Renault Mégane III; si tratta di una berlina a 5 porte (quattro porte, motore anteriore). La Renault R-Space presenta portiere incernierate posteriormente che rivelano un'unica apertura senza montante centrale e dispone di 5 posti a sedere. Le due porte si aprono controvento e il bagagliaio si apre verso l'alto, come nella maggior parte delle hatchback.
La rivista spagnola Autofacíl ha ipotizzato che l'auto sarebbe stata rilasciata alla fine del 2012, come erede della Renault Modus. La Renault R-Space entrerà invece in produzione a metà giugno 2016 con il nome di Renault Scénic.